# Thomas Rytter
Thomas Rytter Jakobsen (ur. 6 stycznia 1974 w Kopenhadze) – były duński piłkarz występujący na pozycji obrońcy. Trener piłkarski.

## Kariera klubowa
Rytter zawodową karierę rozpoczynał w 1992 roku w klubie Lyngby FC. W sezonie 1992/1993 zadebiutował w jego barwach w Superligaen. W 1995 roku klub Lyngby FC zmienił nazwę na Lyngby BK. W 1996 roku Rytter zajął z nim 4. miejsce w lidze.
Pod koniec tego samego roku odszedł do hiszpańskiej Sevilli. W Primera División zadebiutował 22 grudnia 1996 roku w przegranym 0:3 pojedynku z Betisem. W 1997 roku Rytter spadł z zespołem do Segunda División.
Na początku 1998 roku wrócił do Danii, gdzie został graczem klubu FC København. W 1998 roku zajął z klubem 3. miejsce w Superligaen. Dotarł z nim także do finału Pucharu Danii, jednak ekipa FC København uległa tam 1:4 drużynie Brøndby IF. W 2001 roku Rytter zdobył z klubem mistrzostwo Danii.
W grudniu 2001 roku podpisał kontrakt z niemieckim VfL Wolfsburg. W Bundeslidze pierwszy mecz zaliczył 16 grudnia 2001 roku przeciwko FC Schalke 04 (3:1). 12 grudnia 2004 roku w wygranym 5:0 spotkaniu z Arminią Bielefeld strzelił pierwszego gola w Bundeslidze. W Wolfsburgu spędził 3,5 roku.
W 2005 roku został graczem duńskiego Brøndby IF z Superligaen. W jego barwach zadebiutował 23 lipca 2008 roku w wygranym 2:0 pojedynku z Silkeborgiem. W 2006 roku zdobył z zespołem Puchar Ligi Duńskiej, a także wywalczył z nim wicemistrzostwo Danii. W 2008 roku zdobył z klubem Puchar Danii. W tym samym roku zakończył karierę.

## Kariera reprezentacyjna
W reprezentacji Danii Rytter zadebiutował 14 sierpnia 2003 roku w wygranym 1:0 towarzyskim meczu ze Szwecją. W latach 1996–2003 w drużynie narodowej rozegrał w sumie 4 spotkania. Wcześniej grał też w kadrach Danii U-19 oraz U-21.